# Al Baker
Al Baker, detto Bubba (Jacksonville, 9 dicembre 1956), è un ex giocatore di football americano statunitense che ha giocato nel ruolo di defensive end nella National Football League. Fu scelto nel corso del secondo giro del Draft NFL 1978 dagli Detroit Lions. Al college ha giocato a football all'Università statale del Colorado.

## Carriera professionistica
Baker fu scelto nel corso del secondo giro (40º assoluto) dai Detroit Lions. Lasciò subito il segno nella NFL quando, nella sua prima stagione, realizzò ben 23 sack. La statistica non è ufficiale perché i sack vennero rilevati solamente dal 1982, ma tale cifra è superiore al record NFL di 22,5 di Michael Strahan. Cinque sack li mise a segno in una sola partita contro i Tampa Bay Buccaneers. A fine anno fu nominato rookie difensivo dell'anno e convocato per il Pro Bowl. Giocò cinque stagioni per i Lions, partendo come titolare in tutte le 67 partite tranne una. Nella sua ultima stagione nel Michigan, quella del 1982, quando i sack divennero una statistica ufficiale, ne mise a segno 8,5 in sole nove gare.
Baker giocò le successive quattro stagioni, 1983-86, con i St. Louis Cardinals, con cui fece registrare i tre massimi della storia della franchigia per sack stagionali all'epoca. Nel 1987 giocò come riserva per i Cleveland Browns e nello stesso ruolo per i Minnesota Vikings l'anno successivo. Fece ritorno ai Browns giocando come titolare tutte le 16 gare del 1989 e 9 dell'anno successivo, ritirandosi a fine stagione all'età di 34 anni. Nel 2004, Baker fu nominato il nono miglior pass rusher della storia della NFL da Sports Illustrated.

## Palmarès
- Convocazioni al Pro Bowl: 3

1978, 1979, 1980
- All-Pro: 3

1978, 1979, 1980
- Rookie difensivo dell'anno - 1978
- PFWA All-Rookie Team - 1978

## Statistiche
| Sack       | 65,5 |
| Intercetti | 4    |